# Salzberg (Harz)
Der Salzberg ist ein 394,4 m ü. NN hoher Bergsporn des nördlichen Harzrandes, von Blankenburg im Landkreis Harz, Sachsen-Anhalt.

## Geographische Lage
Der Salzberg befindet sich im Unterharz im Naturpark Harz/Sachsen-Anhalt, etwa 2 km westlich von Blankenburg-Oesig. Westlich seines Gipfels entspringt der Schmerlenbach, östlich liegt das Kloster Michaelstein am Ausgang des Klostergrund.

## Geologie
Der Berg liegt innerhalb der Salzberg-Formation, einer lithostratigraphischen Einheit der Oberkreide (tieferes Mittel-Santonium; cordiformis-Zone) im Südostabschnitt der Subherzynen Kreidemulde.